# Theaterwehr Brandheide
Die Theaterwehr Brandheide war eine freie deutsche Theatergruppe, die 1977 im Umfeld der Anti-Atomkraft- sowie der Friedensbewegung gegründet wurde.
Mitglieder des Ensembles waren unter anderem Verena Reichhardt, Enzo Scanzi, Jochen Fölster, Wolfram Moser, Werner Koller, Helen Kubel, Wolfgang Kragler und Helen Grabherr. Die Schauspieler lebten, arbeiteten und probten als Wohngemeinschaft in einem Forsthaus im Prezeller Ortsteil Wirl im niedersächsischen Landkreis Lüchow-Dannenberg. Ihre künstlerische Heimat sah die Truppe im Protest gegen das potentielle Endlager Gorleben und spielte daher häufig in der Republik Freies Wendland, gab jedoch auch bundesweit und im deutschsprachigen europäischen Ausland Gastspiele. Die erste selbst erarbeitete Produktion der Theaterwehr trug den Titel Heiße Kartoffeln und wurde mehr als 120 Mal in der Bundesrepublik und der Schweiz gespielt. Es folgten die Stücke Polizei und Liebe sowie im Jahr 1980 Ulli Richter ist nicht Ulli Richter.
Die Theaterwehr Brandheide wurde vielfach medial porträtiert. Als sie beispielsweise im November 1978 mit Heiße Kartoffeln in Zürich gastierte, gestaltete Radio Schwarzi Chatz – ein Piratensender aus der dortigen Sponti-Szene – eine halbstündige Sendung über die Gruppe. Am 21. Juni 1979 wurde eine Aufführung selbigen Stückes im Rahmen der Sendereihe Das kleine Fernsehspiel – Studioprogramm im Abendprogramm des ZDF ausgestrahlt. Darüber hinaus produzierte die Wendländische Filmkooperative die 30-minütige Fernsehdokumentation Theaterwehr Brandheide – Über eine freie Theatergruppe, die 1981 vom Hessischen Rundfunk gesendet wurde.
Rückblickend unterscheidet die Literaturwissenschaft in jener Zeit sowohl „politisch orientierte“ (zum Beispiel Peter Weiss) als auch „mehr ästhetisch argumentierende“ (zum Beispiel Peter Handke) Theaterleute und Autoren, die die Formen herkömmlichen Theaters aufzubrechen beziehungsweise zu modernisieren versuchten. Innerhalb der ersten Kategorie wird die Theaterwehr Brandheide den sogenannten „Zielgruppentheatern“ zugeordnet.

## Publikationen
- Norbert Klugmann (Hrsg.): Heiße Kartoffeln. Das Theater der Theaterwehr Brandheide. Prometh, Köln, 1979.
- Theaterwehr Brandheide und Norbert Klugmann: Polizei und Liebe. Prometh, Köln, 1980, ISBN 978-3-922-00932-0.